# Drapetis fujianensis
Drapetis fujianensis är en tvåvingeart som beskrevs av Yang 2003. Drapetis fujianensis ingår i släktet Drapetis och familjen puckeldansflugor. Inga underarter finns listade i Catalogue of Life.